# Em (typografie)
Een em is in de typografie een lengtemaat. Omdat de breedte van deze letter afhangt van het in gebruik zijnde lettertype is het geen absolute afstandsmaat.
Een kaststreepje — heeft een breedte van één em, maar ook witruimte kan worden uitgedrukt in een of meerdere em. In LaTeX en CSS is de em een van de afstandsmaten die toepassing vindt.